# Arabitol

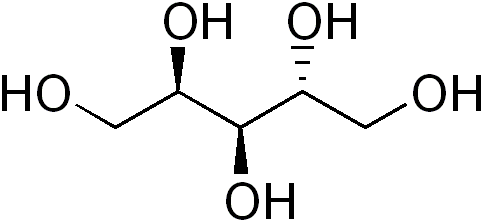
Estructura

L'arabitol és un poliol, altrament dit polialcohol, també rep el nom de lixitol o arabinitol.

## Química
L'arabitol és un pentol, un poliol que té una cadena de carboni linear composta de 5 àtoms de carboni i cinc hidroxils. Té la mateixa fórmula química que el xilitol i el ribitol: {\displaystyle {\ce {C5H12O5}}}.
Existeix com dos estereoisòmers: L i D. La forma D està en la natura present en els líquens i fongs.

## Propietats
El D-arabitol té un gust de sucre més feble que la sacarosa i un valor energètic febleble, proper a zero.
El poder edulcorant del D-arabitol, sobre una base molar, és de 0,25 lleugerament menys dolç que el xilitol que és de 0,3.
Mesclat amb un edulcorant natural intens (taumatina) té el mateix perfil sucrós que la sacarosa.

## Producció
Eles pot produir a partir de la D-glucosa per un bacteri, Candida famata.
També es pot produir D-arabitol per reducció de l'arabinosa o bé de la lixosa.